# Seriphium plumosum
Seriphium plumosum là một loài thực vật có hoa trong họ Cúc. Loài này được L. miêu tả khoa học đầu tiên.